# Въстания в Северозападна България (1833 – 1841)
За друго въстание в региона през 19 век вижте Въстание в Северозападна България 1850.
Въстанията в Северозападна България е събирателно название на няколко бунта на българите в Османската империя през първата половина на 19 век. Тези въстания са насочени главно срещу местни османски управници и тяхното нежелание за прилагане на поземлена реформа. Българските въстания в тази част на страната са поощрявани от сръбската държава с цел преминаване на въстаналите нахии под юрисдикцията на сръбската автономия. В повечето случаи сръбската намеса довежда до разочарование и страдания за българите, тъй като сръбските власти активно сътрудничат на османската държава при потушаването им, винаги когато това е в изгода на сръбската държава.
Двуличното поведение на сръбските власти към самостоятелните български освободителни борби (Първа българска легия, Димитракиева буна и Хаджиставрева буна) отчуждава българското националосвободително движение и задграничният център на българската революционна емиграция се пренася през 60-те и 70-те години на 19 век в Румъния.
В това отношение е показателен случаят с организираната от Иван Кулин Зайчарска чета (около 500 души), преминала в българските земи от Сърбия на 20 юли 1867 година. Окръжният управител на Княжевац Йоца Наумович предупреждава турските власти за действията на българите и четата е обградена блозо до село Раковица от изпратена от Видин турска войска. В решителния момент четниците са нападнати в гръб от сръбска милиция начело с Йоца Наумович и разбити, като повечето от тях са хвърлени в сръбски затвори.

## Вълнения и въстания в Западна България
През 1833 г. към Сърбия са присъединени 6 спорни нахии (Крайнска, Църноречка, Парачинска, Крушевачка, Старовлашка и Подринска), от които първите четири са с чисто българско население. През същата 1833 година българското население в Белоградчишко, Берковско, Нишко и Видинско предприема подготовка за въстание, но засилените мерки за сигурност от турските власти в тези райони възпрепятстват избухването му.
- Бунт в Неготинско, Зачарско и околностите им в 1833 г.
- Въстание на 16 села в Западна Стара Планина началото на 1835 година. След упорити сражения са договорени размерът на спахийските и господарските вземания. Тези договорености слагат край на вълненията в Нишко от 1833 – 1835 година.
- Първото Пиротско въстание избухва в 1835 г.
- Манчовата буна начело с Манчо Пунин избухва в Пиротско, Белоградчишко и Берковско в 1836 г.
- Върбановото въстание е в Чипровско начело с Върбан Панов и Кр. Нешин. в 1837 г.
- Второто Пиротско въстание избухва в 1838 г.

## Нишко въстание 1841
През 1841 година на Великден, в село Каменица (Нишко) избухва голямото българско Нишко въстание. Сред имената на неговите водачи са тези на Милое Йованович от Каменица, Никола Сръндак от село Горни Душник; Станко Антонов-Бояджията, Мита Деда-Уин, Цветко Куцула и Цеко Вучков от село Власотинци; Коце Мумджията от град Лесковец; Стоян Зиков от село Горни Матеевец; поп Георги от село Поляница; Илия Николов от село Ястребец; Лепое Николов от село Гаре; Стоян Чавдар от село Кърчимир, Цветко Просек от село Просек; Стоян и Китка от село Кравля; Сава Рожин, Цеко Михайлов и Мишо Браканлия от град Враня. Под ръководството на Милое Йованович се организира укрепен лагер между селата Каменица и Горни Матеевац.
Скоро след избухването на въстанието пламъците му обхващат долината на р. Нишава, Запланско и някои села от Видинско. Това въстание е потушено с огромна жестокост, като са избити хиляди българи. Изпепелени са над 200 села и сринати до основи 16 манастира и църкви. Това довежда до международна намеса и анкета начело с французина Жером-Адолф Бланки. В подкрепа на българските въстаници и на Критското въстание 1841 г., български и гръцки революционери се опитват да организират нахлуване на чети от румънска територия (т. нар. Браилски бунтове 1841, 1842, 1843 г., в които участва активно и Георги Стойков Раковски).

## Отношение на Сърбия
Страхувайки се, че плановете за заграбване на Нишки и Видински окръг могат да се провалят, ако Турция даде на тази област българско самоуправление, идеологът на великосръбския шовинизъм Гарашанин разпоредил организаторите на бунтовете, Пуйо войвода, Никола Сръндак, Иван Кулин, Коста Чавка, Цоно от Власотинци и други да бъдат задържани. Така подготовката за бунт през 1849 г., която се извършва в Сърбия, е пресечена. Пуйо войвода успява да избяга и се прибира в родното си село Бойница, Кулско, където започва подготовка за ново въстание. Успява да разбунтува 7 големи села в тази околия и 2 села във Видинско.
След потушаването на въстанието границата е затворена и българите са оставени на турските издевателства. Пуйо войвода със сина си даскал Вълчо, свещеник Владислав и още девет техни сподвижници успяват да се промъкнат през блокадата и отиват в заграбения от Сърбия през 1833 г. град Зайчар, където са в привидно близки отношения с местната власт. Там обаче са задържани по заповед на Гарашанин, оковани във вериги и предадени на османските власти. Пуйо войвода е осъден във Видин на смърт и обесен. Свещеник Владислав е убит в затвора, а даскал Вълчо е освободен в края на следващата 1850 г. след застъпничество на княз Стефан Богориди.

## Значение
Тези събития се оказват прелюдия към голямото Видинско въстание от 1850 г. Дългогодишните бунтове в Северозападна България възпитават множество опитни дейци за национално освобождение. Оцелелите се включват активно в организираното националносвободително движение.